# Libera Chat

Logo de Libera Chat

Libera Chat es una red de IRC, fundada el 19 de mayo de 2021, por los antiguos miembros de Freenode debido a diferencias con la gestión que Andrew Lee (dueño de la red) estaba haciendo desde abril de 2021. La red fue fundada después de que la mayor parte de los voluntarios que gestionaban Freenode dimitiesen.
Después del anuncio de su creación, una gran cantidad de proyectos de software libre decidieron trasladarse a esta nueva red. Algunos de estos proyectos son CentOS, Haiku, Ubuntu, cURL, Fundación Wikimedia, Vim, Irssi, Prometheus, PostgreSQL, NetBSD, Gentoo Linux, Selenium, Arch Linux y Fedora.
La propia Free Software Foundation Europe también decidió moverse a la nueva red el día 25 de mayo, unos días después de la creación de la misma.

## Historia
Christel Dahlskjaer, jefa de personal en Freenode, en 2017, vendió la marca Freenode Limited a Andrew Lee. 
En el anuncio de la compra se dijo que Freenode seguiría operando de forma normal, con su misma estructura y voluntarios. Sin embargo, Lee sí daría más fondos y promocionaría Freenode en distintas conferencias. 
En mayo de 2021, la mayoría de voluntarios de Freenode dimitieron tras estar en desacuerdo con la gestión que Lee estaba haciendo de Freenode. El 19 de mayo, el mismo día de la dimisión masiva, los antiguos voluntarios de Freenode anunciaron la creación de la red Libera Chat, orientada a la comunidad y proyectos de software libre.
Tras el anuncio, una gran cantidad de proyectos de software libre anunciaron su migración de Freenode a Libera Chat.